# 극장판 프리큐어 슈퍼스타즈!
《극장판 프리큐어 슈퍼스타즈!》(일본어: 映画 プリキュアスーパースターズ!)는 2018년 3월 17일에 개봉된 극장판이며, 프리큐어 시리즈의 크로스 오버 작품으로는 10번째로, 이 시리즈의 영화 작품으로는 통산 24번째 작품에 해당한다.

## 참고 자료
- (일본어) “映画プリキュアスーパースターズ！”. 2021년 9월 6일에 확인함.